# Szahrak-e Sanati-je Iranszahr
Szahrak-e Sanati-je Iranszahr (pers. شهرك صنعتي ايرانشهر) – miejscowość w Iranie, w ostanie Sistan i Beludżystan. W 2006 roku miejscowość liczyła 73 mieszkańców w 19 rodzinach.